# Lars-Christensen-Expedition 1936/37
Die Lars-Christensen-Expedition 1936/37 (norwegisch Konsul Lars Christensen’s ekspedisjon 1936/37) war eine Forschungsreise in die Antarktis. Sie war die elfte und letzte Expedition, die der norwegische Walfangunternehmer Lars Christensen finanzierte, und zugleich die vierte, an der er auch teilnahm. Ziel der Fahrt, die in mancherlei Hinsicht einer Vergnügungsreise glich, war die Kartierung von rund 5000 km Küstenlinie vom Königin-Marie-Land bis zum Königin-Maud-Land zwischen dem 100. Grad östlicher und dem 10. Grad westlicher Länge.

## Verlauf
Neben Christensen und einer 32-köpfigen Schiffsbesatzung unter Kapitän Klarius Mikkelsen (1887–1941) nahmen unter anderen Christensens Ehefrau Ingrid (1891–1976) und seine jüngste Tochter Augusta Sofie (* 1919) an der Fahrt mit dem Tanker Thorshavn teil. Das Schiff war zuvor bereits bei vier von Christensen finanzierten Antarktisfahrten zwischen 1931 und 1935 im Einsatz gewesen. Wichtigste Gerätschaft zur Erstellung von Luftaufnahmen für die Kartierung war ein Flugzeug vom Typ Stinson Reliant mit 350 PS und einer Reichweite von 1200 km, das der norwegische Pilot Viggo Widerøe (1904–2002), Gründer der Widerøe’s Flying Company, steuerte.
Die Thorshavn verließ am 28. Dezember 1936 Kapstadt auf südöstlichem Kurs. Erstes Ziel in der Antarktis nach einem Zwischenstopp auf den Kerguelen war das West-Schelfeis an der Küste des Prinzessin-Elisabeth-Lands. Zwischen dem 25. und 28. Januar 1937 absolvierten Widerøe und der Luftbildfotograf Nils Romnæs (1902–1943) mehrere Flüge in westlicher Richtung entlang der Ingrid-Christensen- und der Lars-Christensen-Küste bis zum 66. Grad östlicher Länge. Am 30. Januar gelang Christensen gemeinsam mit seiner Frau die Anlandung am Scullin-Monolithen im Mac-Robertson-Land. Am Tag darauf entstanden Luftaufnahmen von der Mawson-Küste und von derjenigen des nach Westen angrenzenden Kemplands.
Am 4. Februar 1937 erreichte die Thorshavn den 45. Grad östlicher Länge und ankerte vor der Kronprinz-Olav-Küste. Widerøe entdeckte bei einem 2 ½-stündigen Flug nach Westen eine bislang unerkundete und nordost-südwestlich ausgerichtete Küstenlinie, die heute als Prinz-Harald-Küste bekannt ist. Am Tag darauf entstanden bei zwei weiteren Flügen Luftaufnahmen von der Prinzessin-Ragnhild-Küste. Am 6. Februar 1937 hob Widerøe bei 69° 15′ S, 26° 0′ O zu einem Flug in das Innere des antarktischen Kontinents ab und entdeckte dabei das Gebirge Sør Rondane.
Am 18. Februar 1937 traf die Thorshavn wieder in Kapstadt ein, wo ein Großteil der Besatzung das Schiff verließ. Die Forschungsreise endete schließlich in New York City, das die Thorshavn im März desselben Jahres erreichte. Norwegische Kartografen werteten die rund 2200 bei der Expedition entstandenen Luftaufnahmen im Jahr 1946 aus. Diese Auswertung führte zur Erfassung und Benennung zahlreicher bislang unentdeckter geografischer Objekte.